# Elvy Lissiak
Elvy Lissiak, nome d'arte di Elvira Lissiak (Trieste, 19 luglio 1929 – Roma, 25 febbraio 1996), è stata un'attrice italiana.

## Biografia
Dotata di un bell'aspetto, nel 1949 entra casualmente nel mondo del cinema notata da Luciano Emmer, che la sceglie per interpretare la parte di Luciana in Domenica d'agosto. Grazie a questo ruolo, da lei interpretato straordinariamente, gira nello stesso periodo due film d'avventura accanto a Vittorio Gassman, suo compagno nella vita e sul palcoscenico, Lo sparviero del Nilo di Giacomo Gentilomo e Il leone di Amalfi di Pietro Francisci.
Dopo aver lavorato nella rivista a fianco di Ugo Tognazzi come ballerina, la Lissiak reciterà a teatro ancora accanto a Gassman in Peer Gynt (1950) e in Detective Story (1951), per la regia di Squarzina. Contemporaneamente si dedica al cinema, che purtroppo non le dà più occasioni di mettere in luce il suo talento.
Depressa poi dalla rottura del suo legame sentimentale con Gassman, nel 1952 sposa Franco Castellani e pian piano si allontana sia dalle scene che dallo schermo, salvo modeste apparizioni nei primi anni sessanta.

## Il Teatro Classico

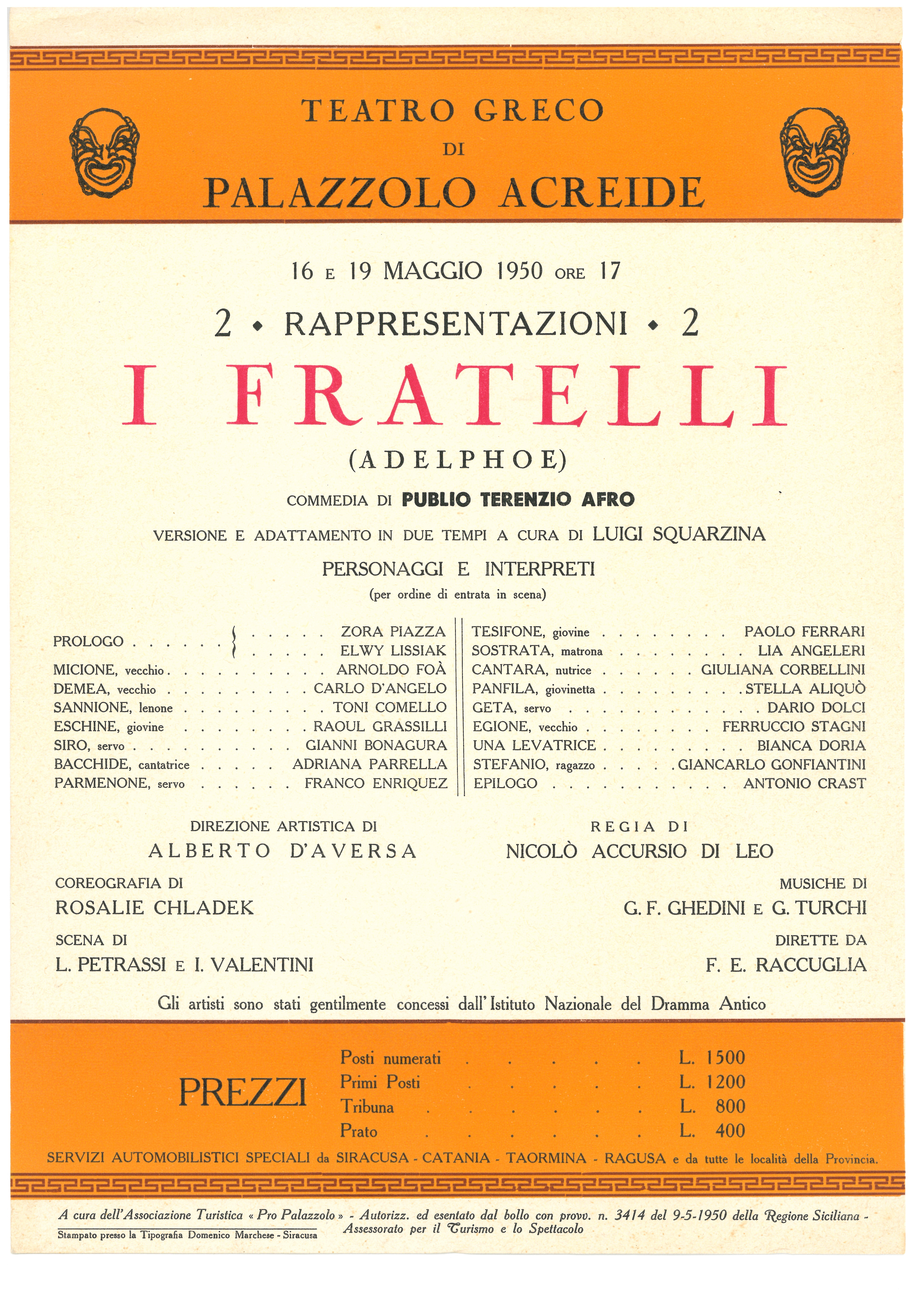
Locandina I Fratelli 1950

- Adelphoe, regia Accursio Di Leo, 1950 , Teatro Greco di Palazzolo Acreide

## Il teatro di prosa
- Paradiso per tutti, rivista di Dino Gelich, regia di Alfredo Bracchi, prima al Teatro Mediolanum di Milano nel 1948.
- Peer Gynt, dramma di Henrik Ibsen, regia di Vittorio Gassman, prima al Teatro Valle di Roma il 22 dicembre 1950.
- Detective story di Sidney Kingsley, regia di Luigi Squarzina, prima al Teatro Valle di Roma il 30 gennaio 1951.
- Il farfallone, commedia di Emilio Michelotti e Bruno Urbini, regia di Mario Landi, prima al Teatro Manzoni di Milano 21 luglio 1956.
- A prescindere, di Nelli e Mangini,  regia di Mario Mangini, prima al Teatro Sistina di Roma il 1º dicembre 1956.
- Allora vai da Thorpe, di François Billetdoux, regia di Giorgio Albertazzi, prima al Teatro Odeon di Milano il 29 novembre 1962.
- La fastidiosa, di Franco Brusati, regia di José Quaglio, prima al Teatro Quirino di Roma il 7 marzo 1963.

## Il teatro di varietà
- Paradiso per tutti di Dino Gelich, regia di Alfredo Bracchi, prima al Teatro Mediolanum di Milano, 1948.

## Prosa televisiva Rai
- Stasera a Samarcanda di Jacques Deval, regia di Alessandro Brissoni, trasmessa il 7 maggio 1954.

## Filmografia

Con Vittorio Gassman ne Il leone di Amalfi

- Domenica d'agosto, regia di Luciano Emmer (1949)
- Lo sparviero del Nilo, regia di Giacomo Gentilomo (1950)
- Il leone di Amalfi, regia di Pietro Francisci (1950)
- Totò cerca moglie, regia di Carlo Ludovico Bragaglia (1950)
- Trieste mia!, regia di Mario Costa (1951)
- L'ingiusta condanna, regia di Giulio Masini (1953)
- La nave delle donne maledette, regia di Raffaello Matarazzo (1953)
- Labbra rosse, regia di Giuseppe Bennati (1960)
- La giornata balorda, regia di Mauro Bolognini (1960)
- I due marescialli, regia di Sergio Corbucci (1961)
- Lo sparviero dei Caraibi, regia di Piero Regnoli (1962)
- Lo smemorato di Collegno, regia di Sergio Corbucci (1962)